# Seminolekrigene
Seminolekrigene var en samlet betegnelse for tre krige, som USA førte mod Seminole-indianerne i Florida i 1800-tallet. 1. seminolekrig blev udkæmpet fra 1817 til 1818, 2. seminolekrig fra 1835 til 1842 og 3. seminolekrig fra 1855 til 1858.
Seminoleindianerne var en stamme af oprindelige amerikanere. Stammen var oprindeligt udbrydere fra creek-stammen, der boede i Georgia og Alabama. Efter lange og mange uoverensstemmelser mellem de såkaldte Upper Creeks og Lower Creeks flyttede en gruppe af Lower Creeks sydpå til Florida, hvor de primært slog sig ned i den nordlige og centrale del af området, mellem de engelske og spanske besiddelser. Florida var på dette tidspunkt kontrolleret af Spanien, men engelske nybyggere havde slået sig ned i de nordligste dele af området.

## 1. seminolekrig
Hvide nybyggere i Florida var ikke begejstrede for seminolerne. Dels ville de hvide gerne have de landområder, som seminolerne besad, og dels var de meget lidt begejstrede for, at seminolerne i vid udstrækning gav "husly" til bortløbne slaver og disses efterkommere (Sorte Seminoler, som de blev kaldt). Nybyggere i Georgia angreb seminolerne i Florida, og indianerne gjorde gengæld ved at overfalde enligt beliggende nybyggerejendomme i Georgia. I marts 1818 ankom en amerikansk styrke under general Andrew Jackson til det østlige Florida, og dette betragtes af nogle som starten på 1. seminolekrig, mens andre mener, at krigen startede med indianernes angreb på nybyggerejendommene sidst i 1817.
I april og maj angreb Jacksons tropper forskellige seminolebyer, blandt andet Pensacola, og senere blev krigens største slag udkæmpet ved Suwannee River. Her var Jacksons hovedmodstandere de såkaldte Sorte Seminoler. Det lykkedes ikke at ødelægge disses bosættelser i Florida, men de amerikanske tropper fik begrænset det område, som de sorte seminoler kontrollerede. Under dette felttog fangede Jackson to engelske handelsmænd, som han anklagede for at have hjulpet indianerne. Han hængte den ene og skød den anden, hvilket gav anledning til stor indignation i England og en hel del kritik i Washington, men Jackson havde folkestemningen på sin side, og specielt da det viste sig, at Jacksons tropper fik den faktiske kontrol over det meste af Florida. Jackson sendte faktisk et brev til præsident James Monroe, hvor han tilbød at erobre Florida fra Spanien på 60 dage, men Monroe afviste forslaget.

## 2. seminolekrig.
I 1821 overtog USA formelt kontrollen over det østlige Florida efter lange forhandlinger med Spanien. Betegnelsen dækker over hele det område, der i dag udgør staten Florida og blev anvendt i modsætning til det område, der kaldtes West Florida. Den amerikanske regering forsøgte fra begyndelsen at overtale seminolerne til at flytte vestpå til det, der senere blev Indianerterritoriet (nu i staten Oklahoma), men uden held. I 1830 vedtog den amerikanske regering så Indian Removal Act, der bemyndigede præsidenten, (der nu hed Andrew Jackson), til at indlede forhandlinger med alle stammer øst for Mississippi-floden om en flytning til Indianerterritoriet. I 1832 underskrev nogle få seminoler, der ikke repræsenterede stammen som sådan, en traktat (Payne's Landing-traktaten), og begyndte at flytte til Indianerterritoriet. Traktaten talte imidlertid om "alle seminoler", og som i andre tilfælde, fx cherokeserne, benyttede USA's regering denne traktat til at forsøge at tvinge hele stammen til at forlade deres område, men i 1834 var kun 3.400 seminoler flyttet vestpå. Mange seminoler flygtede ud i Everglades-sumpene, og da amerikanerne forsøgte at tvinge seminolerne med vold, kom det til konflikt, der hurtigt udviklede sig til egentlige kampe.
Når man i dag hører om de hvides krige med indianerne, tænker de fleste formodentlig på de krige, der blev ført mod indianerne på de vestlige prærier i midten og slutningen af 1800-tallet, da det er disse, der oftest er omtalt i fiktionen i form af romaner og film. I virkeligheden var det dog krigene mod indianerne i de østlige stater, som var både de hårdeste, længstvarende og mest afgørende for indianernes skæbne i USA. Således skulle den 2. seminolekrig ende med at blive den dyreste indianerkrig, som USA nogensinde kom til at føre, både økonomisk og i form af amerikanske tab.
I december 1835 blev indianeragenten Wiley Thompson myrdet af seminoler, og samme dag blev en amerikansk hærstyrke under Major Dade overfaldet af 300 seminoleindanere. Hermed var 2. seminolekrig en kendsgerning. Krigen udviklede sig hurtigt til at blive en guerillakrig. Seminolerne, der var en forholdsvis lille stamme (man regner med at der kun var 4-5.000 seminoler, da krigen brød ud), allierede sig med de såkaldt Sorte Seminoler, og tilsammen talte de ca. 1.400 krigere. De blev ledet af krigshøvdingen Micanopy, men de reelle ledere og inspirator var Osceola, der var halvt hvid, halvt creek indianer, men som var opdraget hos seminolerne samt medicinmanden Abiaka. Mod disse få indianere havde amerikanerne ca. 10.000 mand regulære tropper og en militsstyrke på op mod 30.000 mand. De amerikanske tropper havde dog store problemer med at besejre indianerne, der foretog overraskelsesangreb og derefter trak sig tilbage til sumpene igen, hvor amerikanerne havde problemer med at finde dem. Et enkelt større slag blev det dog til. Her vandt oberst Zachary Taylor en sejr over seminolerne, men sejren var dyrekøbt, idet amerikanerne havde langt større tab end indianerne.
I oktober 1837 havde seminolerne presset USA til at forhandle om våbenstilstand efter at gentagne forsøg på at angribe Micanopy, Osceola og deres krigere var slået fejl. General Thomas Jessup inviterede Osceola til forhandlinger den 20. oktober under et parlamentærflags immunitet. Trods parlamentærflaget lod Jessup alligevel Osceola arrestere midt under forhandlingerne. Osceola blev fængslet og døde i fangenskab på Fort Moultrie i South Carolina i januar 1838. Trods tabet af deres vigtigste leder fortsatte krigen i flere år endnu, og først omkring 1841 fandt de amerikanske styrker ud af, hvordan de skulle imødegå seminolernes guerillataktik. Under den nye øverstkommanderende, oberst William Jenkins Worth, begyndte de amerikanske tropper at overfalde og nedbrænde seminolernes landsbyer og ødelægge deres høst. Den 14. august 1842, opgav seminolerne, der var truet af hungersnød, kampen, og dermed endte den 2, seminolekrig, selv om der aldrig blev underskrevet en fredstraktat. Worth blev forfremmet til brigadegeneral, og seminolerne blev tvunget til at flytte til Indianerterritoriet. Dog lykkedes det for en meget lille gruppe på ca. 300 seminoler at gemme sig i sumpene. Denne gruppe fik efterhånden lov til at leve i fred inde i sumpene, hvor de blev kendt som Miccosukee-stammen.
Krigen havde kostet over 1.500 amerikanske soldater livet, og den havde kostet mellem 20 og 30 millioner dollars. Et beløb, der i nutidsværdi ville svare til langt over 100 milliarder dollars.

## 3. seminolekrig
I midten af 1800-tallet levede efterkommerne af de flygtede seminoler udelukkende i Everglades-sumpene i det sydlige Florida. Trods dette forhold, var der stadig hvide, der ønskede at fordrive stammen fra det land, de havde tilbage, og i 1855 stjal nogle hvide opdagelsesrejsende mad fra høvding Billy Bowlegs ("Hulbutta Mico") landsby. Dette blev starten på den 3. Seminolekrig. Bowlegs var seminolernes anfører, og da han måtte overgive sig den 8. maj 1858, havde han kun 40 krigere tilbage, og der var kun 200 seminoler i alt i Florida. Fra disse 200 nedstammer Floridas nuværende seminolebefolkning, der tæller ca. 3.000 medlemmer. Ca. 6.000 efterkommere efter de fordrevne seminoler lever i Oklahoma.

## Eksterne referencer
- Seminole krigene, Tampa Bay History Center Arkiveret 18. juli 2006 hos  Wayback Machine
- Første seminolekrig – USA History
- Anden seminolekrig – USA History
- Anden seminolekrig – U.S. History
- Seminolernes krigshøvdinge

|  | Denne artikel kan blive bedre, hvis der indsættes geografiske koordinater Denne artikel omhandler et emne, som har en geografisk lokation. Du kan hjælpe ved at indsætte koordinater i wikidata. |